# Cornus arnoldiana
Cornus arnoldiana är en kornellväxtart som beskrevs av Alfred Rehder. Cornus arnoldiana ingår i släktet korneller, och familjen kornellväxter. Inga underarter finns listade i Catalogue of Life.